# Iwan Filimonow
Iwan Nikołajewicz Filimonow (ros. Иван Николаевич Филимонов, ur. 11 grudnia [23 grudnia ss] 1890 w Moskwie, zm. 12 lutego 1966 w Moskwie) – rosyjski neurolog, neuropatolog, neuroanatom, członek Akademii Nauk Medycznych ZSRR od 1960. 
Ukończył studia na Uniwersytecie Moskiewskim (1914). Od 1927 roku do śmierci pracował w Institucie Mozga. Od 1932 do 1936 na katedrze chorób układu nerwowego Instytutu w Charkowie, od 1936 do 1941 na katedrze w Moskwie. Odznaczony Orderem Lenina.
Zajmował się m.in. cytoarchitektoniką ludzkiego mózgu, przedstawiając w 1949 autorski podział kory nowej na dziewięć okolic:
1. Okolica potyliczna (pola Brodmanna 17, 18, 19)
2. Okolica ciemieniowa dolna (39, 40)
3. Okolica ciemieniowa górna (5, 7)
4. Okolica zaśrodkowa ((3, 3/4, 1, 2, 43)
5. Okolica przedśrodkowa (4, 6)
6. Okolica czołowa (8, 8/6, 9, 9/8, 10, 10/9, 11, 12, 32, 32/8, 32/9, 32/10, 32/12, 44, 45, 46, 47)
7. Okolica skroniowa (20, 20/38, 21, 21/38, 22, 22/38, 37, 41, 41/42, 42, 51, 52)
8. Okolica wyspowa (13, 14)
9. Okolica limbiczna (23, 23/24, 24/32, 25, 31, 31/32)

W podziale Filimonowa i wsp. wprowadzono dodatkowe pola do klasyfikacji Brodmanna, oznaczając je dwiema liczbami (np. pole 23/24).

## Wybrane prace
- Die pathologischen und normalen Abwehrreflexe und die anatomischen Bedingungen ihrer Entstehung und Steigerung. Zeitschrift für die gesamte Neurologie und Psychiatrie 78, ss.  219-231, 1922
- Zur Lehre über die Verteilung der Störungen der Schweissabsonderung bei organischen Erkrankungen des Nervensystems. Zeitschrift für die gesamte Neurologie und Psychiatrie 86, ss. 181-193, 1923
- Zur Lehre von der sogenannten transcorticalen motorischen Aphasie. Zeitschrift für die gesamte Neurologie und Psychiatrie 86, ss. 194-210, 1923
- Das extrapyramidale motorische System und die metameren Funktionen. Zeitschrift für die gesamte Neurologie und Psychiatrie 88, ss. 89-127, 1924
- Klinische Beiträge zum Tonus-problem[2]. 1925
- Zur embryonalen und postembryoalen Entwicklung der Großhirnrinde des Menschen. J. Psychol. Neur. 39, ss. 323-389, 1929
- Атлас большого мозга человека и животных. Под ред. С.А. Саркисова и И.Н. Филимонова. М.: Издание Гос. Института мозга, 1937
- Сравнительная анатомия корий большого мозга млекопитающих. Академия медицинских Наук СССР, 1949
- Сравнительная анатомия большого мозга рептилий. Изд-во Академии наук СССР, 1963
- Избранные труды. Медицина, 1974